# Columba guinea
Il piccione di Guinea (Columba guinea Linnaeus, 1758), anche piccione marezzato,, colomba di Guinea, colomba della Guinea o colomba guinea, è un uccello appartenente alla famiglia Columbidae  diffuso nel  continente africano.piccione marezzato

## Descrizione
Il piccione di Guinea misura circa 33 cm di lunghezza. Presenta capo, petto, ventre e parte delle ali e della coda di colore grigio. Le ali e il dorso sono prevalentemente marroni, come anche il collo; sulle ali sono presenti delle macchie bianche di forma triangolare; le piume del collo, anch'esse marroni, sono bordate di bianco e hanno forma appuntita, e vengono sollevate fino a formare un ispido collare durante le parate nuziali. Intorno agli occhi sono presenti zone prive di piume dove la pelle nuda ha un acceso colore rosso. Non vi è dimorfismo sessuale.

## Biologia
Il piccione di Guinea si nutre di semi, foglie e germogli. Durante il periodo riproduttivo il maschio esegue una parata nuziale gonfiando le piume del collo. La specie è la controparte africana del comune piccione europeo e si è adattata a vivere a stretto contatto con gli esseri umani, tant'è che per nidificare usa regolarmente edifici e altri manufatti come sostituto delle rupi naturali. Il nido è costituito da una piattaforma di erba e ramoscelli.

## Distribuzione e habitat
La specie è stanziale ed è presente in due diverse popolazioni con areali nettamente separati e distanti l'uno dall'altro; uno di essi comprende buona parte dell'Africa meridionale, mentre l'altro si estende lungo una fascia che va dalle coste atlantiche dell'Africa occidentale a parte dell'Africa orientale. Il piccione di Guinea frequenta terreni aperti non ricoperti da foreste sia in pianura che sui rilievi.